# Kungamordet
Kungamordet är en svensk-dansk-finländsk-norsk dramaserie från 2008 i fyra delar i regi av Kathrine Windfeld med Reine Brynolfsson och Marie Richardson i huvudrollerna.

## Handling
Serien handlar om Gert Jakobsson (Reine Brynolfsson) som försöker manipulera sig till makten i det socialdemokratiska parti som just förlorat valet och regeringsmakten. Jakobssons makt visas även privat, där han misshandlar och våldtar sin fru, Linda Jakobsson (Marie Richardson). Efter varje misshandel ursäktar hon honom och tar själv på sig skulden. Hon har också alkoholproblem.
Jakobsson får en ny assistent på partihögkvarteret, Yasemine Aydın. Hon har högskoleutbildning och vill flytta hemifrån men i hemlighet planerar hennes kurdiska föräldrar att skicka henne till Turkiet där hon ska gifta sig med sin kusin. Hon hjälper Jakobsson med att lansera en ny integrationspolitik som stärker hans ställning inom partiet. Men på partihögkvarteret bemöter andra henne med misstro. Den jämnåriga assistenten Rasmus Holmberg är förtjust i henne och blir alltmer svartsjuk gentemot Jakobsson.
Trots att partiet förlorade regeringsmakten vid valet saknar partiledaren Viksten insikt om den misstro som finns både mot honom och mot partiet och tänker inte avgå. På partihögkvareret finns det många som vill att Jakobsson tar över.

## Om serien
Serien är den fristående fortsättningen på Kronprinsessan. Serien är baserad på Hanne-Vibeke Holsts roman med samma namn där utrikesminister Gert Jacobsen intrigerar mot statsminister Per Vittrup. Serien började spelas in i slutet av mars 2007 och visades i februari-mars 2008 av Sveriges Television
Holsts roman utspelas i Köpenhamn kring Danmarks politiska centrum Christiansborg och är inspirerad av maktkampen mellan socialdemokratiets Mogens Lykketoft och Poul Nyrup Rasmussen. Miniserien utspelar sig istället kring det socialdemokratiska partihögkvarteret på Sveavägen 68 i Stockholm.
En recensent ansåg att både Brynolfsson och Richardson var mycket bra i serien men att hederskulturen i Yasemine Aydıns familj förblev hängande i luften.
Reine Brynolfssons fysiska gestalt och sätt att tala var inte helt olik Olof Palmes, men Hanne Vibeke-Holst sade att förlagan fanns hos en avsatt politiker i Danmark.

## Medverkande
- Reine Brynolfsson - Gert Jakobsson, tidigare finansminister
- Marie Richardson - Linda Jakobsson
- Sheraye Esfandyari - Yasemine Aydın, Jakobssons assistent
- Johan Hedenberg - Björn Larsson, oljeborrare
- Kenneth Milldoff - Per Viksten, partiledare
- Suzanne Reuter - Elisabeth Meyer, partihögkvarteret
- Alexandra Rapaport - Charlotte Ekeblad, pressekreterare
- Sverrir Gudnason - Rasmus Holmberg, partihögkvarteret
- Kajsa Ernst - Christina Larsson, partistyrelsen
- Sven Ahlström - Ivar Hellenius, partisekreterare
- Morgan Alling - Magnus Svensson, journalist på Dagbladet

## Fotnoter
1. ↑  Ulf Clarén. "Stjärnskott i ny Holst-serie", Sydsvenskan 13 mars 2007, s. B02
2. ↑  "Danskarna älskar hennes granskning", Helsingborgs Dagblad 7 juni 2006
3. ↑  Jeanette Gentele. "Temat hedersmord blir hängande i luften", Svenska Dagbladet 18 februari 2008, s. 12
4. ↑  Dalarnas Tidningar: Makt och våld i "Kungamordet"[död länk]